# Unsquare Dance
Unsquare Dance is een bekend muziekstuk van de Amerikaanse jazzcomponist Dave Brubeck. Het werd in 1961 uitgebracht op het album Time Further Out.
Unsquare Dance is geschreven in een 7/4-maat en is een voorbeeld van Brubecks gebruik van onregelmatige maatsoorten. Volgens Brubeck is het stuk bedacht tijdens één enkele heenreis van zijn huis naar de opnamestudio, en werd het dezelfde dag nog opgenomen. Het stuk is gebaseerd op een bluesschema en het wordt voortgestuwd door een sterke baslijn en een primaire percussie bestaande uit alleen handklappen en "rimshots" op de snare drum (het slaan met de drumstok op de rand van de kleine trom, wat vooral goed hoorbaar is in de drumsolo).
De onregelmatige maatsoort 7/4 wordt ingevuld als volgt: 2-2-3 (en is dus een combinatie van binaire en ternaire maatsoorten).
Het einde van het stuk bevat een knipoog naar het Amerikaanse volksliedje Turkey in the Straw uit het begin van de 19e eeuw. Ook wordt er verwezen naar een bekend motiefje dat Shave and a Haircut... two bits wordt genoemd. Beide verwijzingen staan in contrast met het onregelmatige ritme, maar worden geniaal verwerkt in het stuk. Aan het einde van de plaatopname is even het gepraat te horen van de drummer Joe Morello, die enthousiast is omdat de lastige slotnoten in een keer goed werden gespeeld.
De zes maten die de contrabas door het hele stuk speelt. 

## Muzikanten op de originele opname
- Piano: Dave Brubeck
- Bas: Eugene Wright
- Percussie: Joe Morello

Dit zijn de vaste muzikanten van het album Time Further Out, behalve de saxofonist Paul Desmond.

## Trivia
- In de spelprogramma's Prijs je rijk (1986 t/m 1988) en Prijzenslag (1990-1993) was het stuk regelmatig te horen als achtergrondmuziek voor het onderdeel "Rad van Avontuur".